# عبد الله بن حبيب
عبد الله بن حبيب نَوْفَل (المتوفي في 1366 هـ/1947م) مؤرخ من أسرة أرثوذكسية من أهل طرابلس الشام، مولده ووفاته فيها. كان من أعضاء المجلس النيابي وعاش نحو سبعين عاماً. اشتهر بكتابه «تراجم علماء طرابلس وأدبائها».